# Juan Pablo Rodríguez Barragán
Juan Pablo Rodríguez Barragán (La Mesa, Cundinamarca; 8 de febrero de 1959) es un exmilitar y comandante colombiano. fue comandante de las Fuerzas Militares de Colombia desde 2014 hasta su renuncia en noviembre de 2017.

## Biografía
Juan Pablo Rodríguez nació en la La Mesa, ingresó a la Escuela Militar de Cadetes General José María Córdova como cadete, de donde salió con el grado de subteniente del Arma de Ingenieros Militares el 1 de junio de 1979.
Durante su carrera militar ha ocupado diferentes cargos como Comandante del Ejército nacional, Comandante del Comando Conjunto de Operaciones Especiales, Comandante de la quinta división, Comandante de la Cuarta Brigada, Comandante de la Décima Octava Brigada, Oficial de Inspecciones en la Inspección General del Ejército, Comandante de la Novena Brigada, Director de la Dirección de Planeación Comandante del Comando Operativo n.º 7 Jefe de Operaciones de la Cuarta Brigada, Comandante del Batallón de Ingenieros n.º 3 Agustín Codazzi, Comandante del Batallón de Ingenieros n.º 18 Rafael Navas Pardo y Subdirector de la Escuela Militar de Suboficiales Inocencio Chincá.
El 18 de febrero de 2014 fue designado comandante general de las Fuerzas Militares de Colombia, por el presidente de Colombia Juan Manuel Santos, en reemplazo de Leonardo Barrero.
| Predecesor: Leonardo Alfonso Barrero Gordillo | Comandante general de las Fuerzas Militares de Colombia 18 de febrero de 2014 - 4 de diciembre de 2017 | Sucesor: Alberto José Mejía Ferrero |